# Надгробная речь
«Надгробная речь» — судебная речь, которую приписывают древнегреческому оратору Демосфену. Сохранилась в составе «демосфеновского корпуса» под номером LX, была произнесена в 338 году до н. э.
Во время похорон афинян, погибших в битве при Херонее в 338 году до н. э., Демосфен произнёс речь (он упоминает об этом позже, в речи «За Ктесифонта о венке». О тексте, сохранившемся в составе «демосфеновского корпуса», Дионисий Галикарнасский и Либаний уверенно заявляли, что он написан каким-то другим автором. Мнения исследователей по этому вопросу разделились.